# 傣端文
傣端文（IPA：saːn¹ dai² dɔn⁵），又稱傣皓文、白傣文、金平傣文，是書寫傣端語的文字，與越南的傣黯文（黑傣文）有親屬關係，屬於同源異形文字。該種文字主要分布在越南萊州省及中國金平縣的勐拉鎮、金水河鎮、老勐鎮、者米鄉的傣族村寨。與西雙版納傣仂文、德宏傣那文、臨滄傣綳文並稱中國四大傣文。
傣端文共有44個輔音字母，18個基礎元音，另有9個單元音與8個特定輔音字母組合形成的72個複合元音，6個聲調，2個調符。

#### 声母

來自越南 Mường So - Phong Thổ 和 Mường Lai 手稿中所見的傣端文輔音字母順序，包括標準字形與變體字形。

#### 韵母

來自越南 Mường So - Phong Thổ 和 Mường Lai 手稿中所見的傣端文母音字母順序，包括標準字形與變體字形。